# Asgardia
Asgardia, ufficialmente conosciuta come Regno spaziale di Asgardia, è il progetto per una micronazione, basata nello spazio, con lo scopo di: "Unire la futura umanità rendendola trans-etnica, transnazionale, trans-religiosa, etica e pacifica, basandosi sull'uguaglianza e la dignità di ogni essere umano".

## Storia

### Etimologia
Il nome Asgardia è stato scelto riferendosi ad Asgard uno dei nove mondi della mitologia norrena, quello abitato dagli Dei.

### Fondazione
Asgardia nacque su iniziativa di un gruppo internazionale di ricercatori col fine di realizzare una stazione spaziale permanente attorno alla Terra; la stazione consentirebbe di proteggere il pianeta da detriti spaziali, meteoriti e altre minacce, oltre a permettere l'estrazione di minerali dagli asteroidi e ospitare turisti spaziali al proprio interno. La nazione fu annunciata il 12 ottobre 2016 dal dottor Igor Ashurbeyli, fondatore del Centro di ricerca internazionale aerospaziale e presidente del comitato scientifico dello spazio dell'UNESCO.
Essa, in ultima analisi, mira anche ad essere riconosciuta come uno Stato-nazione che permetta l'accesso allo spazio al di fuori del controllo delle nazioni terrestri. L'assetto normativo dello spazio richiede infatti che i governi autorizzino e supervisionino tutte le attività spaziali, incluse quelle delle attività non governative siano esse commerciali o no-profit.
Creando una nazione, la speranza di Asgardia è quella di evitare le restrizioni imposte. Appoggiato da altri esperti spaziali, il progetto è stato avviato dallo scienziato e imprenditore russo Igor Ashurbeyli, fondatore dell'Aerospace International Research Center. Asgardia ha adottato una costituzione nel settembre del 2017 e ha intenzione di stabilire un insediamento permanente sulla luna prima del 2043.

## Governo e politica
Il parlamento è composta da 150 membri senza partito. I membri eleggono il presidente del parlamento e il primo ministro. L'attuale presidente del parlamento è Lembit Opik, mentre il presidente della corte suprema è Zhao Yun.

### Simboli
La bandiera è formata da un cerchio giallo, circondato da dodici anelli di cui nove gialli e tre bianchi, su sfondo blu. Il cerchio giallo rappresenta il sole, gli anelli gialli i pianeti del sistema solare, mentre gli anelli bianchi rappresentano l'infinità delle possibili scoperte spaziali future da parte dell'umanità e del ruolo svolto da Asgardia.
L'inno nazionale è stato scritto dal compositore tedesco Michael Klubertanz.

## Attività spaziale

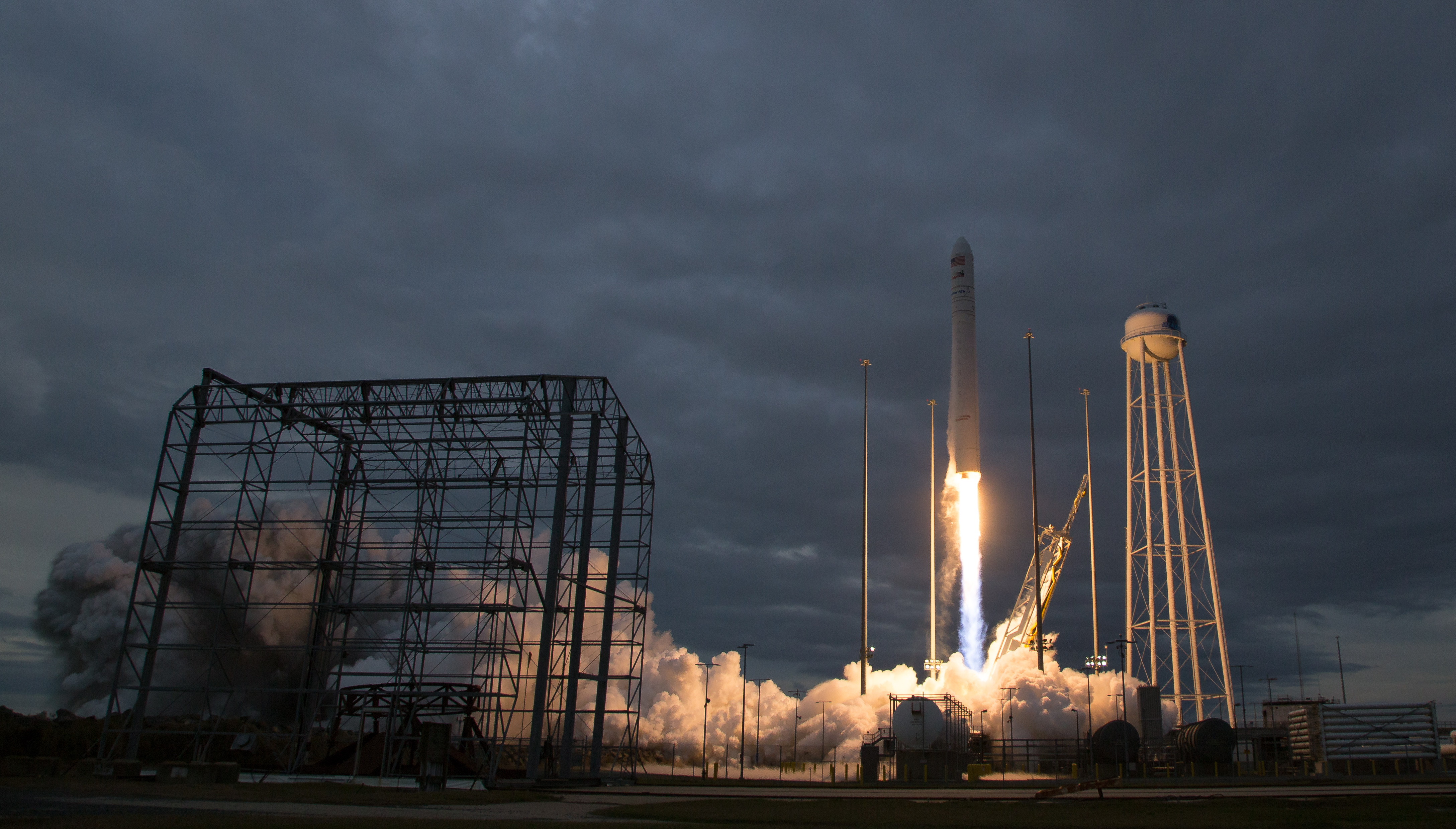
Lancio di Asgardia-1 il 12 novembre 2017

Il 12 novembre 2017 in occasione della missione Cygnus CRS OA-8E, dalla base NASA Wallops Flight Facility dell'isola di Wallops in Virginia, il razzo Orbital ATK Antares-230 ha altresì condotto in orbita "Asgardia-1", un piccolo satellite CubeSat, contenente il testo della costituzione, l'inno ufficiale, lo stemma e i dati anagrafici degli "asgardiani", archiviati in un'unità di memoria a stato solido con una capienza di circa 512 gigabyte.

## Popolazione

### Lingue
Le dodici lingue ufficiali sono: arabo, cinese, francese, giapponese, inglese, italiano, persiano, portoghese, russo, spagnolo, tedesco, turco.

### Valuta
La valuta asgardiana è il Solar, rilasciato dalla Banca nazionale di Asgardia nell'importo legato ai parametri della luna, del sole e degli altri corpi celesti fissati da una legge speciale di Asgardia.

### Cittadinanza
La costituzione della nazione prevede che i suoi membri confermino Ashurbeyli come capo dello Stato, con l'intenzione della massima autorità di Asgardia di introdurre un sistema democratico; sino ad allora Asgardia permane quindi una monarchia costituzionale.
Asgardia intende richiedere la partecipazione alle nazioni unite. Dal suo debutto, in pochi mesi, le richieste di cittadinanza furono oltre 500.000; al 4 febbraio 2021, gli asgardiani sono 1 062 171, di cui 1 673 residenti.

## Festività
| Data (Gregoriano) | Data (Asgardiano) | Nome                          | Note            |
| ----------------- | ----------------- | ----------------------------- | --------------- |
| 18 giugno         | 1º Leone          | Giornata dell'unità nazionale | Festa nazionale |
| 12 ottobre        | 5 Ofiuco          | Compleanno di Asgardia        | [ 35 ]          |
| 31 dicembre       | 29 Capricorno     | Capodanno                     | [ 35 ]          |